# Samanea (công ty)
Samanea là một công ty đa quốc gia phát triển và quản lý các trung tâm thương mại quy mô lớn trên khắp châu Á. Được thành lập vào năm 2018 và có trụ sở tại One Raffles Quay, Singapore. Nhằm mục đích cung cấp dịch vụ cho các doanh nghiệp nhỏ bằng cách xây dựng kho cho thuê, khách sạn kinh doanh, tòa nhà văn phòng, trung tâm hội nghị và căn hộ xung quanh các trung tâm thương mại quy mô lớn.

## Ý nghĩa tên gọi
Cái tên Samanea có nguồn gốc từ tên Latin của cây Me Tây. Nó có thể được nhận ra bởi tán cây rộng lớn hình chiếc ô, vương rộng có thể đạt tới 20 đến 30 mét. Samanea (công ty), được sử dụng trong thương hiệu của họ, ngụ ý rằng giống như cây Me Tây, họ cung cấp và hỗ trợ toàn diện cho các doanh nghiệp nhỏ phát triển trên toàn quốc và liên doanh với nước ngoài thông qua nền tảng dịch vụ giao dịch của họ.

## Lịch sử
Samanea được thành lập vào năm 2018 tại Singapore.

## Dự án

### Campuchia
Vào ngày 13 tháng 8 năm 2020, Samanea bắt đầu hoạt động thử nghiệm cho Chợ Samanea Phnom Penh.

### Indonesia
Samanea Jakarta là một dự án của Samanea và CFLD International (Indonesia). Thỏa thuận mua đất 7,6 ha được ký ngày 6/4/2019.  Thỏa thuận thứ hai về việc phát triển Tangerang New Industry City đã thành công vào ngày 24 tháng 6 năm 2020. Các hoạt động thử nghiệm cho Chợ Samanea Jakarta bắt đầu vào ngày 18 tháng 8 năm 2020.

### Malaysia
Năm 2019, một công ty con của Samanea, Samanea Malaysia, đã đầu tư 20 triệu RM vào Glo Damansara Mall, Kuala Lumpur và ra mắt cửa hàng trải nghiệm trực tuyến đến ngoại tuyến lên đến 180.000 feet vuông.

### Myanmar
Công ty đã đầu tư hơn 80 triệu đô la Mỹ và phát triển Samanea Yangon với sự cho phép của Ủy ban Đầu tư Myanmar và Ủy ban Phát triển Thành phố Yangon. Hoạt động thử nghiệm cho chợ Samanea Yangon (Giai đoạn 1) bắt đầu vào ngày 8 tháng 8 năm 2020 và chính thức khai trương vào tháng 11 năm 2020. Giai đoạn 2 vẫn đang được xây dựng.

### Thái Lan
Vào ngày 29 tháng 8 năm 2020, Samanea bắt đầu hoạt động thử nghiệm cho Chợ Samanea Bangkok.

### Các Tiểu Vương Quốc Ả Rập Thống Nhất
Samanea và nhà phát triển Dubai Meraas cũng đã ký một thỏa thuận vào năm 2019 tại diễn đàn khai mạc của Big C để phát triển một trung tâm mua sắm 570,000 feet vuông, trị giá 272 triệu đô la gần Thành Phố Quốc Tế Dubai.